# Adineta oculata
Adineta oculata är en hjuldjursart som först beskrevs av Colin Milne 1886.  Adineta oculata ingår i släktet Adineta och familjen Adinetidae. Arten är reproducerande i Sverige. Inga underarter finns listade i Catalogue of Life.